# Ty i Ja (singel)
Ty i Ja – singel Moniki Lewczuk, wydany 17 czerwca 2016, promujący jej debiutancki album studyjny #1. Utwór został napisany i skomponowany przez wokalistkę (tekst i muzyka) we współpracy z Rafałem Malickim (muzyka) i Sarsą (tekst).
Nagranie pokryło się w Polsce potrójną platyną, rozchodząc się w nakładzie przekraczającym 60 tysięcy kopii.
Kompozycja dotarła do 3. miejsca na liście AirPlay, najczęściej granych utworów w polskich rozgłośniach radiowych.

## Autorstwo i wydanie
Piosenkę napisała i skomponowała sama wokalistka we współpracy z Rafałem Malickim (muzyka) i Sarsą (tekst).
Nagranie zostało wydane 17 czerwca 2016 jako trzeci singel promujący debiutancki album studyjny artystki – #1.

## „Ty i Ja” po premierze
Utwór był promowany przez rozgłośnie radiowe, w tym te ogólnopolskie. Kompozycja znalazła się na wielu radiowych listach przebojów, m.in. na 1. miejscach w zestawieniach w radiach Eska i RMF FM.
Nagranie było notowane na 3. miejscu na liście AirPlay, najczęściej granych utworów w polskich radiostacjach.
Singel został w Polsce wyróżniony potrójną platynową płytą za sprzedaż w nakładzie przekraczającym 60 tysięcy kopii.

## Teledysk
1 lipca 2016 odbyła się premiera teledysku do piosenki w reżyserii Anny Powierży. Klip realizowany był w Chorwacji.
- Scenariusz i reżyseria: Anna Powierża
- Zdjęcia i montaż: Marcin Palisz
- Koloryzacja: Marcin Palisz
- Stylizacje: Bartek Indyka
- Makijaż i włosy: Weronika Wojewoda
- Aktor: Kamil Walaszek
- Aktorka: Klara Piotrowska
- Asystent reżysera: Renata Ciężkowska
- Kierownik produkcji: Adam Adamczyk
- Produkcja: Martha Tarnowska

## Lista utworów
- Digital download[9]

1. „Ty i Ja” (Extended) – 4:06

## Notowania
| Kraj   | Lista (2016)      | Najwyższa pozycja |
| ------ | ----------------- | ----------------- |
| Polska | AirPlay – Top     | 3                 |
| Polska | AirPlay – Nowości | 1                 |
| Polska | AirPlay – TV      | 2                 |

| Kraj   | Lista (2016)                | Najwyższa pozycja |
| ------ | --------------------------- | ----------------- |
| Polska | Radio Eska (Gorąca 20)      | 1                 |
| Polska | Radio Szczecin (SLiP)       | 18                |
| Polska | Radio Zet (Lista przebojów) | 3                 |
| Polska | RMF FM (POPLista)           | 1                 |
| Polska | RMF Maxxx (Hop Bęc)         | 2                 |

| Kraj   | Lista (2016) | Pozycja |
| ------ | ------------ | ------- |
| Polska | ZPAV         | 29      |

## Certyfikat
| Kraj          | Certyfikat | Sprzedaż |
| ------------- | ---------- | -------- |
| Polska (ZPAV) | 3× platyna | 60 000+  |

## Wyróżnienia
| Rok  | Konkurs                                             | Kategoria                                                     | Rezultat    |
| ---- | --------------------------------------------------- | ------------------------------------------------------------- | ----------- |
| 2016 | Gorąca 100                                          | 100 największych hitów 2016                                   | 34. miejsce |
| 2016 | Przebój roku RMF FM 2016                            | Przebój roku                                                  | 49. miejsce |
| 2016 | Top 50 Poplisty RMF FM                              | 50 najczęściej notowanych utworów na Popliście w 2016         | 24. miejsce |
| 2016 | Podsumowanie notowań Listy Przebojów Radia Zet 2016 | Najpopularniejsze utwory na Liście Przebojów Radia Zet w 2016 | 41. miejsce |
| 2017 | Polsat SuperHit Festiwal 2017                       | Radiowy przebój roku                                          | Nominacja   |
| 2017 | Eska Music Awards 2017                              | Najlepszy hit                                                 | Nominacja   |